# Моторна (зупинний пункт)
Мото́рна — залізничний пасажирський зупинний пункт Харківської дирекції Південної залізниці на лінії Харків-Пасажирський — Грани. Розташований між зупинним пунктом Лозовенька та залізничною станцією Дергачі. Зупинна платформа розташована на початку міста Дергачі біля Дергачівського моторобудівного заводу. На станції зупиняються лише приміські потяги. Паралельно станції проходить траса Т 2103.
Напрямок Харків — Бєлгород обслуговується Харківським депо «Харків-Головне» (колишнє «Жовтень») (локомотиви ЕР2, ЕР2Р, ЕР2Т) та Бєлгородським депо «Бєлгород-Курський» (локомотиви ЕР2, ЕД4, ЕЭД4М).
Відстань до станції Харків-Пасажирський — 11 км.